# Evangelische Kirche (Roßbach)

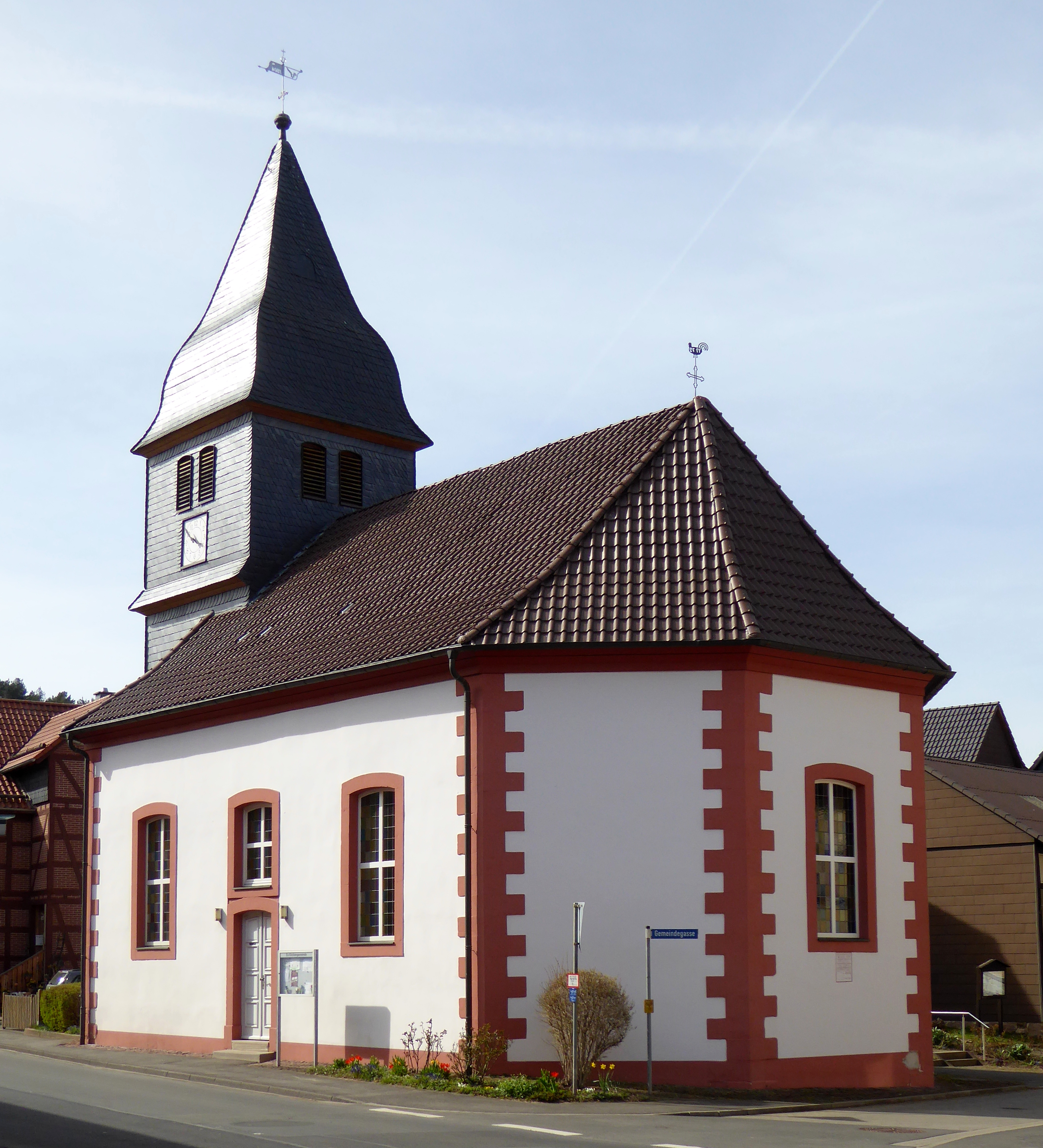
Evangelische Kirche (Roßbach)

Die evangelische Kirche Roßbach ist ein denkmalgeschütztes Kirchengebäude, das in Roßbach steht, einem Stadtteil von Witzenhausen im Werra-Meißner-Kreis (Hessen). Die Kirchengemeinde gehört zum Kirchenkreis Werra-Meißner im Sprengel Kassel der Evangelischen Kirche von Kurhessen-Waldeck. 

## Beschreibung
Die Saalkirche wurde 1743 nach einem Entwurf vom Landbaumeister Giovanni Ghezzi gebaut. Das Kirchenschiff hat sowohl im Osten wie im Westen einen dreiseitigen Schluss. Im Westen befindet sich ein schiefergedeckter, mit einem gewellten, spitzen Helm bedeckter Dachturm, der die Turmuhr und den Glockenstuhl beherbergt. 
Der längsorientierte Innenraum hat einen ovalen Grundriss, da die Ecken ausgerundet sind. Die Empore ist U-förmig. Auf ihr steht die Orgel, die 1857 von Carl Jakob Ziese gebaut wurde.